# Salto de línea
En informática, el salto de línea (LF, line feed) es un código de control que indica un movimiento a la siguiente línea de texto, por ejemplo en una impresora o terminal.
En ocasiones se usa junto con el retorno de carro (CR), que en una máquina de escribir movería el «carro» hacia la izquierda, hasta la primera columna.
Entre los dos, son un mecanismo para escribir una nueva línea de texto.
Por ejemplo en código HTML, el salto de línea se indica con la etiqueta <br> (forced line break)
- Un párrafo de texto sin <br>, se previsualizaría de esta forma:

Lorem ipsum dolor sit amet, consectetur adipiscing elit. Sed sodales, tellus nec pharetra rhoncus, nibh urna adipiscing orci, vel porta eros risus vel leo.
- Un párrafo de texto con un <br>, se previsualizaría de esta otra forma:

Lorem ipsum dolor sit amet, consectetur adipiscing elit.<br>

Sed sodales, tellus nec pharetra rhoncus, nibh urna adipiscing orci, vel porta eros risus vel leo.
- Un párrafo de texto con dos <br>, se previsualizaría de esta otra:

Lorem ipsum dolor sit amet, consectetur adipiscing elit.<br><br>
Sed sodales, tellus nec pharetra rhoncus, nibh urna adipiscing orci, vel porta eros risus vel leo.

## Historia
En una máquina de escribir convencional, pasar a la siguiente línea necesita dos movimientos: uno para desplazar el carro hacia la derecha y colocar el punto de escritura en el extremo izquierdo del papel, y otro para mover el papel una línea hacia arriba.
En los ordenadores se siguió esta analogía y se definieron los dos caracteres: CR para el retorno de carro, y LF para el salto de línea. Entre los dos (CRLF), se conseguía que una impresora hiciera estos movimientos para poder escribir una nueva línea de texto.
Por eso, al principio se adoptó CRLF como la forma estándar de acabar una línea; y muchos protocolos de red (como SMTP) así lo esperan.
Esta decisión fue vista más tarde como un error; sin embargo, su uso en DOS y en Microsoft Windows hace que probablemente se siga usando en el futuro.
En Unix, al salto de línea se le llama más bien nueva línea, \n en el lenguaje de programación C y vbNewline en Visual Basic. En los sistemas operativos basados en Unix, un salto de línea tiene el mismo efecto en un terminal de texto que el CR-LF en una impresora; pero se consideró innecesario enviar a la pantalla secuencias de códigos de impresora, y por eso se usó LF en vez de CR-LF.
Apple Computer también simplificó el par CR-LF en sus sistemas operativos, y eligió usar CR sin el LF. Los sistemas operativos de Apple siguieron usando el retorno de carro como terminador de línea hasta el Mac OS X, que está en parte basado en Unix.

## Representación
En ASCII y Unicode, el salto de línea se representa mediante el código decimal 10 (en hexadecimal 0A).